# Sammlung Parthenon
Die Sammlung Parthenon ist eine überwiegend kunsthistorische Schriftenreihe, die ab 1939 bis in die 1960er Jahre im Hans E. Günther Verlag zunächst in Berlin, dann in Stuttgart erschien. Die Parthenon-Bände geben mit Fotos von ausgewählten Kunstwerken und Landschaften einen knappen Überblick zu archäologischen und kunsthistorischen Themen. Die Mappen enthalten großformatige Tafelbilder in Kupfertiefdruck mit einem einleitenden Text ausgewiesener Kunstkenner. Später gab es eine Neue Folge. Einige der Bände erschienen in weiteren Auflagen.
Die Titel erschienen teils in Buchform, teils in Mappenform.  Bei den bis 1945 erschienenen Titeln handelte es sich überwiegend um Übersetzungen, zunächst aus dem Französischen, später aus dem Italienischen. Die Nachkriegstitel wurden von deutschsprachigen Autoren verfasst.

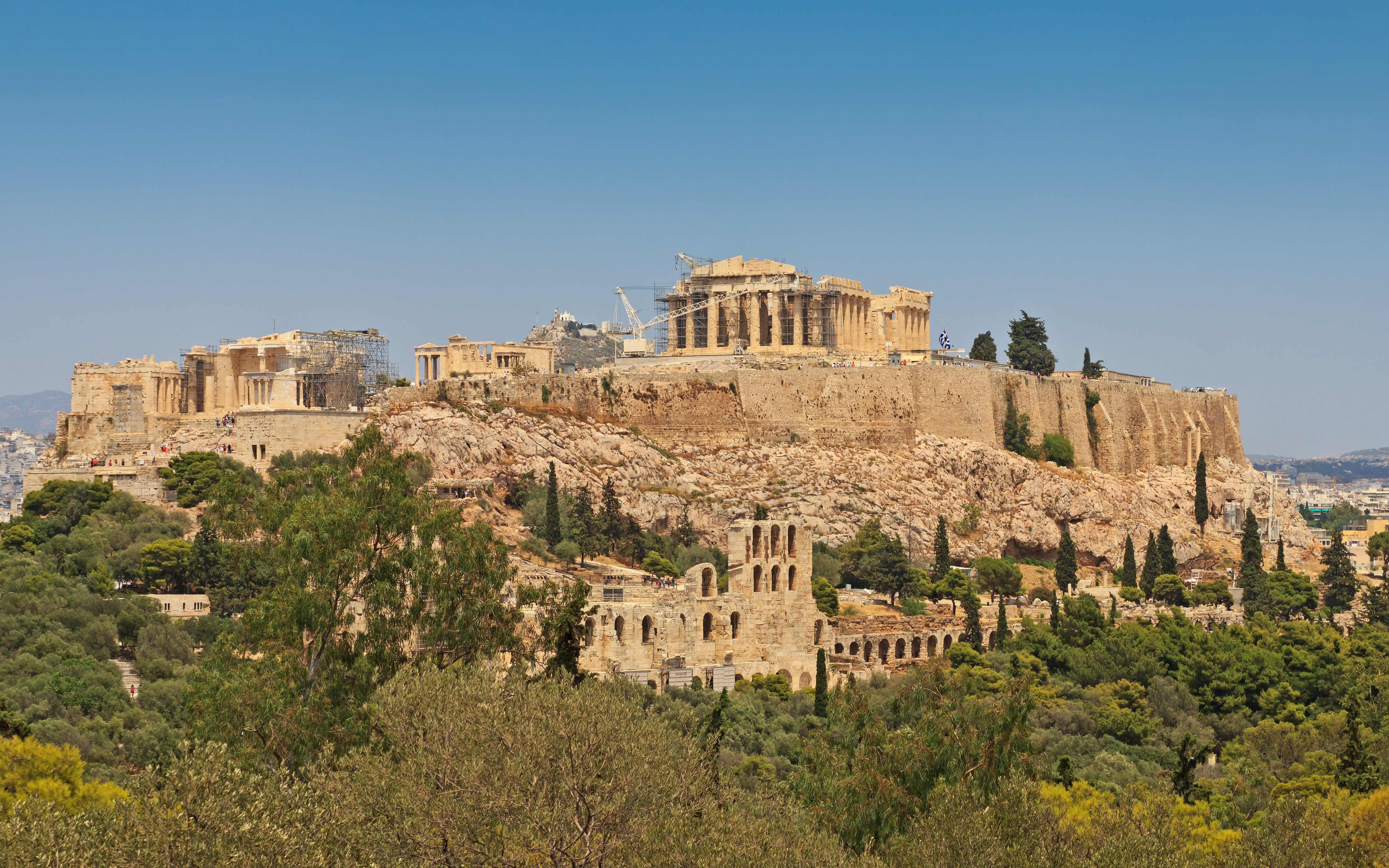
Athener Akropolis mit Parthenon 2013

## Übersicht

### 1939 bis 1945
- Henri Waquet (Einführung), [Jean Roubier (Lichtbilder)]: Bretonische Kalvarienberge. Berlin 1939
- Camille Mauclair (Einführung), Jean Roubier (Lichtbilder): Brügge im Bild. Berlin 1939
- Hans Möhle (Einführung): Albrecht Dürer – Kupferstiche. Berlin 1939
- François Gebelin (Einführung): Florentinische Bildhauer des Quattrocento. Berlin 1939
- Louis Dimier: Französische Handzeichnungen des 16. Jahrhunderts. Berlin 1939
- Charles Picard: Griechische Plastiken des 5. Jahrhunderts v. Chr. Berlin 1939 (vgl. auch Griechische Plastik der klassischen Zeit, 1954)
- Pierre Dubois (Einführung), Jean Roubier (Lichtbilder): Die Kathedrale von Amiens. Berlin 1939
- Louis Demaison (Einführung), Jean Roubier (Lichtbilder): Die Kathedrale von Reims. Berlin 1939
- Jean Lafond (Einführung), Jean Roubier (Lichtbilder): Die Kathedrale von Rouen. Berlin 1939
- Joseph Walter (Einführung), Jean Roubier (Lichtbilder): Das Strassburger Münster. Berlin 1939
- Amedeo Maiuri (Einführung): Pompejanische Fresken. Berlin 1939
- André-Charles Coppier (Einführung): Rembrandt Harmensz van Rijn – Radierungen. Berlin 1939
- Abel Bonnard (Einführung), Jean Roubier (Lichtbilder): Rom im Bild. Berlin 1939
- François Gebelin (Einführung), Jean Roubier (Lichtbilder): Versailles im Bild. Berlin [1939]
- Carl Georg Heise (Hrsg., Einleitung): Deutsche Bildschnitzer der Dürer-Zeit. Berlin 1940 (mit 40 Tafeln von Tilman Riemenschneider, Erasmus Grasser, Anton Pilgram, Michael Pacher und Lorenz Luchsperger u. a.). – 9.–13. Tsd. Stuttgart [1949]
- Louis Dimier (Einführung): Altfranzösische Malerei. Berlin [1940]
- Ludwig Grote (Hrsg., Einleitung): Das Freiburger Münster. Berlin [1940]. – 9.–13. Tsd. Stuttgart 1948
- Jean Escarra (Einführung): Der Himalaya im Bild. Berlin [1940]
- Carlheinz Pfitzner (Hrsg., Einleitung): Der Kölner Dom. Berlin [1940]
- Victor Dirksen (Hrsg., Einleitung): Deutsche Landschaftsmalerei [von Caspar David Friedrich bis Hans Thoma]. Berlin [1940]
- Jean Roubier (Lichtbilder): Die Kathedrale von Chartres. Berlin [1940] (vgl. auch Die Kathedrale von Chartres, 1954)
- Jean Verrier (Einführung), Jean Roubier (Lichtbilder): Notre-Dame zu Paris. Berlin [1940]
- Marcel Aubert (Einführung), Jean Roubier (Lichtbilder): Romanische Plastik in Frankreich. Berlin 1939
- Bruno Grimschitz (Hrsg., Einleitung): Salzburg im Bild. Berlin [1940]
- Theodor Heuss (Einführung), Jean Roubier (Lichtbilder): Venedig im Bild. Berlin 1940
- Sergio Bettini (Einführung): Altchristliche Mosaiken. Berlin 1941
- Sergio Bettini (Einführung): Byzantinische Mosaiken. Berlin 1941
- Rodolfo Pallucchini (Einführung): Canaletto und Guardi. Berlin 1941
- Elly Heuss-Knapp (Einführung): Deutsche Frauenbildnisse aus vier Jahrhunderten. Berlin [1941]
- Rudolf Anthes (Einführung): Meisterwerke ägyptischer Plastik. Berlin [1941] 
  - Rudolf Anthes (Einführung): Meisterwerke ägyptischer Plastik. Stuttgart 1947
  - Rudolf Anthes (Hrsg., Einleitung): Aegyptische Plastik in Meisterwerken. Bearbeitete und erweiterte Neuauflage. Stuttgart 1954
- Giulio Ulisse Arata (Einführung): Mittelalterliche Städte der Toskana. Berlin 1941
- Giulio Ulisse Arata (Einführung): Mittelalterliche Städte Umbriens. Berlin 1941
- Gustavo Brigante Colonna (Einführung): Römische Brunnen. Berlin 1941
- Karl Scheffler (Hrsg., Einleitung): Zeichnungen Hans Holbeins des Jüngeren. Berlin 1941.  – 9.–13. Tsd. Stuttgart 1945
- Pericle Ducati (Einführung): Etruskische Malerei. Berlin 1942
- Pericle Ducati (Einführung): Etruskische Plastik. Berlin 1942 (vgl. auch Etruskische Plastik, 1956)
- Mario Salmi (Einführung): Giotto. Berlin 1942
- Giulio Ulisse Arata (Einführung): Mittelalterliche Architektur in Sizilien. Berlin 1942
- Ernst von Garger (Einführung): Der Trajansbogen in Benevent. Berlin [1943]
- Gian Alberto Dell’Acqua (Einführung): Romanische Plastik in Italien. Berlin [1943]
- François Gebelin (Einführung): Donatello. Berlin [1943]
- Roberto Salvini (Einführung): Luca della Robbia. Berlin 1943
- Carl Georg Heise (Einführung): Französische Malerei des 19. Jahrhunderts. Berlin/[Wien] 1943
  - Carl Georg Heise (Einführung): Französische Malerei des neunzehnten Jahrhunderts. Berlin(?) [1950]

### 1946 bis 1966
- Paul Ortwin Rave: Das Antlitz der Romantik. Bildnisse und Selbstbildnisse deutscher Künstler. Stuttgart [1946] oder [1947]
- Ludwig Grote (Hrsg., Einleitung): Deutsche Gärten des 18. Jahrhunderts. Stuttgart [1947]
- Max H. von Freeden (Hrsg., Einleitung): Würzburg im Bild. Stuttgart 1947
- Georg Lill (Hrsg., Einleitung): München im Bild. Stuttgart 1948
- Otto Linck (Hrsg., Einleitung): Mittelalterliche Klöster in Württemberg. Stuttgart 1949
- Walter-Herwig Schuchhardt (Hrsg., Einleitung): Griechische Plastik der klassischen Zeit. Stuttgart 1954
- Willibald Sauerländer (Hrsg., Einleitung):  Die Kathedrale von Chartres. Stuttgart 1954
- George M. A. Hanfmann (Hrsg., Einleitung): Etruskische Plastik. Stuttgart 1956
- Heimo Rau (Hrsg., Einleitung): Normannische Kunst in Sizilien. Stuttgart 1956
- Werner Schmalenbach: Plastik der Südsee. Stuttgart 1956
- Walter-Herwig Schuchhardt (Hrsg., Einleitung): Archaische Plastik der Griechen. Stuttgart 1957
- Heimo Rau (Hrsg., Einleitung): Griechische Kunst in Sizilien. Stuttgart 1957
- Heimo Rau: Kretische Paläste, mykenische Burgen. Stuttgart 1957
- Werner Kloos (Einführung und Erläuterungen), Hans Retzlaff (Fotos): Der Rhein. Landschaft und Kunst. Ein Bildbuch. Stuttgart 1957
- Karl Eller (Text), Karl Eller und Dieter Wolf (Fotos): Die Akropolis. Stuttgart 1959
- Ludwig Schnitzler (Hrsg., Einleitung): Frühe Plastik im Zweistromland. Stuttgart 1959
- Barbara Pischel (Einführung und Erläuterungen), Hans Retzlaff (Fotos): Die Siebenbürger Sachsen. Antlitz eines deutschen Bauernstammes. Ein Bildbuch. Stuttgart 1959
- Heimo Rau (Hrsg., Einleitung): Staufisches Apulien. Stuttgart 1959
- Vera Hell (Einleitung), Helmut Hell (Fotos): Florenz. Ein Bildbuch. Stuttgart 1960
- Dieter von Balthasar (Hrsg., Einleitung): Der Vatikan. Stuttgart 1960
- Karl Eller (Text und Fotos): Delphi und Olympia. Stuttgart 1961
- Helga von Heintze (Hrsg., Einleitung): Römische Porträt-Plastik aus sieben Jahrhunderten. Stuttgart 1961
- Karl Eller (Text), Karl Eller und Dieter Wolf (Fotos):  Siphnos. Griechischer Inseltraum. Stuttgart 1962
- Eberhard Lutze (Hrsg., Einleitung), Hans Retzlaff (Fotos): Bronzebildwerke in Italien und Deutschland. Stuttgart 1963
- Heimo Rau: Mittelalterliche Toskana. Stuttgart 1965
- Marianne Adelmann (Hrsg.), Michel Conil Lacoste (Einleitung): Europäische Plastik der Gegenwart. Stuttgart 1966
- Eberhard Lutze (Hrsg., Einleitung), Hans Retzlaff (Fotos): Schnitzaltäre altdeutscher Meister. Stuttgart 1966